# باولوس (فويوتيا)
باولوس (Παύλος) هي مدينة في فويوتيا في مقاطعة كينتريكي إلادا في اليونان.